# Jean Copans
Pour les articles homonymes, voir Copans.
Jean Copans (né en 1942) est un anthropologue, un professeur des universités, un africaniste et un sociologue français. 

## Parcours

### Formation
Jean Copans étudie à la Faculté des lettres et des sciences humaines à Paris. Après des recherches au Sénégal, il soutient en 1973 une thèse de doctorat de troisième cycle sous la direction de Georges Balandier consacrée aux paysans et à la confrérie musulmane des Mourides. Elle est publiée en 1980, sous une forme abrégée, sous le titre Les Marabouts de l’arachide: la confrérie mouride et les paysans du Sénégal). Il se revendique alors marxiste avec des convictions anti-impérialistes,. Il soutient une habilitation à diriger des recherches (HDR) en 1980[réf. nécessaire].

### Parcours professionnel
Il devient chercheur à l'ORSTOM (Office de la recherche scientifique et technique outre-mer, devenu l'IRD), maître assistant puis maître de conférences à l'École des hautes études en sciences sociales (EHESS) et membre du Centre d'études africaines (CEAf). Il enseigne à l'université Johns-Hopkins de Baltimore en 1975-1976, et à université Laval du Québec en 1977. Il est directeur du CREDU (Centre de recherche et de documentation universitaire, devenu l'IFRA) de Nairobi de 1984 à 1988.
Il est élu professeur de sociologie  à l'Université de Picardie en 1990 ,, puis à l'Université Paris-Descartes (alors Paris V) en 2000, jusqu'à sa retraite en 2008. Il est alors membre du Centre population et développement (CEPED) et chercheur associé au CEAf (devenu l'IMAF),.

### Parcours scientifique
Outre ses travaux d'anthropologie sur l'Afrique,, il a également écrit plusieurs ouvrages sur l'évolution des méthodes en sociologie, en anthropologie, et des analyses sur les études africaines.
En 1974, il publie Critiques et politiques de l'anthropologie, puis en 1996 Introduction à l'ethnologie et à l'anthropologie, L'enquête ethnologique de terrain en 1998, ou encore en 2010 Un demi-siècle d'africanisme africain publié en 2010.
Il a consacré également un ouvrage au parcours de l'ethnologue et sociologue Georges Balandier, paru peu de temps avant la mort de ce dernier.

## Principales publications
- 1972 : Maintenance sociale et changement économique au Sénégal, v. 1, Doctrine économique et pratique du travail chez les Mourides, Paris, ORSTOM (Office de la recherche scientifique et technique outre-mer).
- 1974 : Critiques et politiques de l'anthropologie, Paris, Éditions F. Maspero, « Dossiers africains »[5].
- 1975 : (éd. et présentation), Anthropologie et impérialisme, Paris, F. Maspero, « Bibliothèque d'anthropologie ».
- 1975 : (dir.), Sécheresses et famines du Sahel, Paris, F. Maspero, « Dossiers africains », 1975. Vol. 1, Écologie, dénutrition, assistance (par Yves Albouy, Bruno Boulenger, Thierry Brun, Jean Copans, etc.) ; Vol. 2, Paysans et nomades (par Pierre Bonte, Jean Copans, Suzanne Lallemand, Christine Messiant, etc.
- 1975 : (coll.), Danielle Chabaud-Rychter, Organisation scientifique du travail et plus-value relative  ; Jean Copans, Des Spécialistes, un plan et une révolution à faire  et Trinh Van Thao, Le Concept de contradiction dans la théorie et dans la pratique marxiste-léniniste, Amiens, Centre universitaire de recherche sociologique, « Les Cahiers du CURSA », 6.
- 1976 : (éd., choix, adaptation avec Philippe Couty), Contes wolof du Baol, d'après une traduction de Ben Khatab Dia, Paris, Union générale d'éditions, 10/18 - La voix des autres ; rééd. 1988 Paris, Karthala, « Contes et légendes ».
- 1978 : avec Peter C.W. Gutkind, Robin Cohen (eds), African labor history, Beverly Hills ; London, Sage, « Sage series on African modernization and development ».
- 1978 : (éd. et présentation avec Jean Jamin), Aux origines de l'anthropologie française : les mémoires de la Société des observateurs de l'homme en l'an VIII, préface de Jean-Paul Faivre, Paris, le Sycomore, « Les Hommes et leurs signes » ; rééd. Paris, Jean-Michel Place, « Les cahiers de Gradhiva ».  (ISBN 2-85893-214-X) Livre en accès libre dans Les Classiques des sciences sociales.
- 1980 : Les Marabouts de l'arachide : la confrérie mouride et les paysans du Sénégal, Paris : le Sycomore, « Les Hommes et leurs signes », 1980 ; rééd. Paris : l'Harmattan
- 1987 : avec Michel Agier et Alain Morice (dir.), Classes ouvrières d'Afrique noire, Paris, Karthala ; Éditions de l'ORSTOM, coll. « Hommes et sociétés ».
- 1990 : La Longue marche de la modernité africaine : savoirs, intellectuels, démocratie, postface d'Immanuel Wallerstein, Paris, Karthala, « Les Afriques », 1990 ; seconde éd. revue, corrigée et augmentée d'une préface.
- 1995 : avec Robert Cabanes et Monique Selim (dir.), Salariés et entreprises dans les pays du Sud : contribution à une anthropologie politique des travailleurs, Paris, Éditions Karthala ; Éditions de l'ORSTOM, coll. « Hommes et sociétés », 1995.  (ISBN 2-86537-526-9)
- 1996 : Introduction à l'ethnologie et à l'anthropologie, Paris, Nathan, « Sciences sociales ».  (ISBN 2-09190-694-8) ; 2e éd. refondue, Armand Colin, « Sciences sociales »,  (ISBN 2-200-34129-6)
- 1998 : L'enquête ethnologique de terrain, Paris, Nathan, « Sciences sociales », 1998.  (ISBN 2-09-191006-6) ; rééd. L'enquête et ses méthodes : l'enquête ethnologique de terrain, Armand Colin, « Sciences sociales », 2005.  (ISBN 2-200-34111-3) ; 2e éd. refondue, Armand Colin, « Sociologie, anthropologie », 2008.  (ISBN 978-2-200-35452-7)
- 2004 : Histoire des Suds.  (ISBN 2-84586-542-2)
- 2006 : Développement mondial et mutations des sociétés contemporaines, Paris, Armand Colin, « Sociologie ».  (ISBN 2-200-26345-7)
- 2010 : Un demi-siècle d'africanisme africain. Terrains, acteurs et enjeux des sciences sociales en Afrique indépendante, Éditions Karthala, 204 p.  (ISBN 9782811133016)[6]
- 2014 : Georges Balandier, un anthropologue en première ligne, Paris, Presses Universitaires de France, coll. « Hors collection », 320 p.  (ISBN 978-2-13-060767-0)[3]

### Traductions
- 1971 : traduction de Frederick George Bailey, Les règles du jeu politique : étude anthropologique, (Stratagems and spoils, a social anthropology of politics), Paris, Presses universitaires de France, Bibliothèque de sociologie contemporaine.
- 2004 : traduction de Mahmood Mamdani, Citoyen et sujet : l'Afrique contemporaine et l'héritage du colonialisme tardif, (Citizen and subject : contemporary Africa and the legacy of late colonialism) traduction de Jean Copans avec la collaboration de Michelle Copans, Paris, Éditions Karthala ; Amsterdam, SEPHIS (South exchange programme for research on history of development),